# マーティン・ビーヴァー
マーティン・ビーヴァー（Martin Beaver、1967年11月10日 - ）は、カナダ出身のヴァイオリニスト。ジョンズ・ホプキンス大学音楽院教授を経て、イェール大学音楽学部教授。

## 経歴
4歳でヴァイオリンを始める。12歳でトロント王立音楽院に入学、ヴィクトル・ダンチェンコに師事。1987年から90年にかけて、インディアナ大学でジョーゼフ・ギンゴールドに師事。また、ヘンリク・シェリング、ユーディ・メニューインのマスタークラスに出席。
1992年にトロント交響楽団とバッハの協奏曲でソロデビュー。1998年にはトロント弦楽四重奏団およびトリスケリオンの創設メンバーになる。
ラヴィニア音楽祭（ライジング・スター・シリーズ）、シアトル室内楽フェスティバル、ボストン室内楽協会などで高評を博す。ソリストとしてはカナダのすべての主要オーケストラをはじめ、サンフランシスコ交響楽団、ベルギー国立管弦楽団など世界各地のオーケストラと共演している。
2002年より、ミハイル・コペルマンの後を引き継いで、東京クヮルテットに5代目の第1ヴァイオリン奏者として加入。使用楽器は1727年ごろ制作された、ストラディヴァリウス（通称パガニーニ・カルテットのうちの1つ）。

## 受賞
- エリザベート王妃国際音楽コンクール銀メダル
- 1990年 インディアナポリス国際ヴァイオリン・コンクール優勝
- 1991年 モントリオール国際音楽コンクール優勝
- 1993年 バージニアP.ムーア賞